# Hadena dilatata
Hadena dilatata är en fjärilsart som beskrevs av Smith 1900. Hadena dilatata ingår i släktet Hadena och familjen nattflyn. Inga underarter finns listade i Catalogue of Life.